# 成毛滋
成毛 滋（なるも しげる、1947年〈昭和22年〉1月29日 - 2007年〈平成19年〉3月29日）は日本のギタリスト、キーボーディスト。東京都出身。1960年代後半から1970年代を中心として国内のロックシーンで活躍。
ブリヂストン創業者である石橋正二郎の孫で父親は同社副社長、妹は漫画家の成毛厚子。鳩山威一郎は母方の伯母の夫で、鳩山由紀夫・邦夫兄弟は従兄弟。
2007年3月29日、大腸がんのため死去。享年60。

## 来歴

### アマチュア - ザ・フィンガーズ時代
1947年に東京都に生まれる。実家が進駐軍と深い関わりを持っており、進駐軍の女性と暮らしていた。そのため、幼少のころより蓄音機でアメリカのレコードを聴いて育った。小学校は慶應義塾幼稚舎に入学した。
当初は映画製作の道を志望していて、慶應義塾普通部（中学校）の時には、後にザ・フィンガーズのメンバーとなる朝吹誠、齋藤茂一や高橋信之たちと8ミリ映画を撮っていた。
慶應義塾高等学校1年の時、「The cool boys」という同じ校内の仲間たちのロカビリーバンドに脱退したギタリストの後釜として加入。当時成毛はカントリーを弾いており、ロカビリーには興味を持っていなかったが、そのバンドの多才さに憧れたのだと言う。ちなみに、このバンドにはドラマーの高橋幸宏の兄である高橋信之も在籍していた。
ドンというニックネームだった信之の兄は当時慶大生で、同級生には山陽特殊製鋼（「華麗なる一族」のモデルの一つ）の御曹司荻野など、1960年代前半に頻繁に渡米できた大学生達がいた。彼らがアメリカから買ってきた最新ヒットレコードを聞きながら、成毛達は腕を上げていった。この頃幸宏は、家で練習している時にメンバーの朝吹誠（元衆議院議長・石井光次郎の孫で、フランス文学者朝吹三吉の息子）から手ほどきを受け、ドラムを叩くようになった。
この頃までアコースティックギターを弾いていた成毛だったが、この時期に見た映画でシャドウズに出会い、エレクトリックギターに転向している。
「The cool boys」はバンド名を「The savage」と改め、さらに寺内タケシが率い、内田裕也らが在籍していた「ブルージーンズ」からもじって「ブルー・サウンズ」と改名した。「The savage」時代には自主制作盤を制作している。
その後、成毛がベンチャーズのナンバーを練習中に、ギターの弦を上に押し上げてピッチを高くする奏法(ベンディング)の存在に気づく（ただしこの奏法は成毛以前から広く使用されている）。メンバーたちはそのことに感激し、バンド名を当初「フィンガー・ビブラーツ」としようとしたが、バンド名が長いことや、ちょうど人数が五人であったこともあり、「ザ・フィンガーズ」に落ち着いた。
1964年の東京オリンピックでは、選手村で他の高校生バンド（当時、学習院高等科在学中だった三笠宮家の宜仁親王（後の桂宮宜仁親王）がメンバーのバンドなど）と共に世界各国から参加したオリンピック選手の前で演奏し、オリンピック委員会から参加メダルも貰っている。
1965年2月、フィンガーズは高校生バンドながら銀座ヤマハホールのコンサートでプロの人気グループ・サウンズ「ザ・スパイダース」と共演もした。
1965年春、慶應義塾大学に進学した彼らは本格的な活動を開始したものの、発足からのメンバーだったドラムス朝吹誠の海外留学や、ベース斎藤茂一（歌人・斎藤茂吉の孫）が交通事故に遭うなどして、フィンガーズのメンバーは成毛と高橋の二人となった。しかし彼らの強いバンド存続の意思から、さまざまなバンドから助っ人を頼み、何とか活動を続けた。これら助っ人の中には、当時高校生で「ブッダズ・ナルシーシー」というバンドでドラムスとして在籍していた、高橋の弟である高橋幸宏もいた。成毛はこの時期の、助っ人を頼み活動するいわば「その場しのぎ」の活動には辟易していたが、ドラムス、ベースと他の解散したバンドからメンバーの加入が相次ぎ、バンドは再び本格的な活動を再開する。
その後キーボードとして蓮見不二男（クリストファー・リン）が加入。彼はその後も成毛と活動を共にし、のちに成毛が結成するストロベリー・パスやフライド・エッグの英歌詞を担当する。角田ヒロ（現つのだ☆ひろ）の「メリー・ジェーン」の英歌詞は蓮見の作である。
なおベンチャーズのベンディング奏法は、当時、日本で売られていたギターの弦の主流であったレギュラーゲージでは不可能であったため（ベンチャーズはライトゲージを使っていた）、ギターの弦を一段低い方にずらし、1弦にバンジョーの高音弦を張るという方法を考案（ライトゲージの起源も、ノーキー・エドワーズがその方法を採っていたことにある）、彼らや、後にヴィレッジシンガーズを結成する小松久も所属していた大学生の合同エレキインストサークル「T.I.C.(Tokyo Instrumental Circle)」のメンバーにそれを広め、エレキブームの火に油を注ぐ役割を果たした。
彼らはエレキ・インストバンドとして実力をつけ、高い人気と演奏力を得た。1966年にはフジテレビの『勝ち抜きエレキ合戦』に出場。4週連続で勝ち抜き、グランド・チャンピオンとなる。さらに、同年の「歴代グランド・チャンピオン大会」でも優勝し、全国にその実力を見せ付けた。ここでの成毛は当時としては驚異的な早弾きをこなしてみせ、他のギタリスト達を愕然とさせた。
その後、このバンドは大学卒業間際になったメンバー達が就職とプロの道に分かれ、残ったメンバー（成毛、高橋、蓮見）がシー・ユー・チェンら新メンバーを加えて石井好子の音楽事務所と契約。1967年末にプロデビューを果たす。成毛にとってはこれが最初のプロキャリアである。
しかし、成毛は事務所からギターを弾くことを禁じられ、キーボードの担当を命じられた。それまでキーボードの経験が無かった彼は苦戦するが、この時の経験がのちのキーボーディストとしての才能につながっていく。プロデビューを果たしたフィンガーズだったが、レコードの売り上げは芳しくなく、人気も低迷していたため、1969年の9月に解散が決定した。

### ヴァニラ・クリーム - 10円コンサート
しかし、その後も約2ヶ月間はライブの予定が入っていたため、いわゆる「残務整理」として残ったメンバーで活動を続行。解散が決定していたために成毛はギターを再開。「ヴァニラ・クリーム」の名義で残っていたステージを消化。ディープ・パープルやジミ・ヘンドリックスなどのナンバーを演奏していた。この時期に成毛はギターのフレットを押さえるだけで音が出せる点に着目し、右手でキーボード、左手でギターを弾く奏法を編み出している。この奏法は後の彼の活動の中で主たるものとなる。皮肉なことに、解散が決定してからのこのフィンガーズには人気が集まったが、約2ヶ月の「残務整理」の期間を終え、解散。
その直後、1969年8月に「ウッドストック・フェスティバル」を体験した。またイギリスにもビザが切れるまでの3年間、滞在した。
帰国後に知り合いのミュージシャンを集めて「10円コンサート」を主催。名前の由来は誰でも気軽に来られるように、と入場料を10円に設定したことからきている。日比谷野外音楽堂で開催され、横浜の人気バンド、パワー・ハウスの柳ジョージや陳信輝、角田ヒロ、柳田ヒロら実力派が集まり、盛況をきわめた。その後第二回、第三回と開催。
この時期から楽器、PA機材を購入するためにスタジオミュージシャン、CMの音楽の仕事も始め、多い時期には年間1000曲以上の作曲、編曲をこなしていた。

### ジプシー・アイズ - ストロベリー・パス - フライド・エッグ
1970年、当時ザ・ゴールデン・カップスに在籍していた柳ジョージと渡辺貞夫カルテット、フード・ブレインに在籍していた角田ヒロとともに「ジプシー・アイズ」を結成。学園祭や日比谷野外音楽堂などでステージに臨んでいた。
このバンド、基本的にはギタートリオであったものの、その場にいたミュージシャンを加えて4人、ないしはそれ以上の人数で演奏することもあった。そのミュージシャンたちのなかにはミッキー吉野（のちにゴダイゴを結成）や柳田ヒロ（元エイプリル・フール〜フード・ブレイン）がいた。
当時としては驚異的な演奏技術を持っていた彼らは、他のミュージシャンたちからも注目を集めていたが、柳はカップス、角田は渡辺貞夫カルテットの活動も並行して行っていたため、このバンドの活動自体も不安定なものであった。また、あまりの人気のため、同じステージにブッキングするバンドが直前にキャンセルするという事態が起こり始め、ライブの主催者側から敬遠されるようになった。さらに、柳の活動が忙しくなったために成毛と角田の二人で演奏することが多くなり、これがストロベリー・パスへと発展した。
本格的に活動を開始したストロベリー・パスは、ライブ活動と並行してアルバムの制作を行い、1971年6月25日に『大烏が地球にやってきた日』をリリース。このとき成毛は左手でギター、右手でキーボード、足でキーボードのフットペダルを使いベースラインを弾いていた。また1971年8月6日と7日に箱根芦ノ湖畔で行なわれた日本初の野外ロック・フェスティバル『箱根アフロディーテ』に出演し、初来日したピンク・フロイド、1910フルーツガム・カンパニー、バフィー・セントメリー、ザ・モップスらと同じステージに立った。この時に臨時のベーシストとして迎えたのが当時17歳であった高中正義である。その1ヵ月後、高中を正式メンバーに昇格させ、ストロベリー・パスをフライド・エッグへと発展させた。

### ソロ活動 - 最期
1982年より1991年にかけてラジオ番組「パープルエクスプレス」においてギター講座を展開する。
「輝け!ロック爆笑族」では、『I』に出演したつのだ☆ひろに対抗して、成毛は『II』で、つのだが『I』で出演したスポットと同じスポットで出演した（つのだは『II』では審査員として出演）。バッハと大工のコスプレとジョーク、ギターをピアノに見立てた完璧な演奏と、ハンマーを用いてのハンマリング・オンを演奏するという技を見せた。
司会のきんた・ミーノは「俺たちはドキドキしますよね、まさかあの人が」と言って姿勢を正した。番組は審査員が採点する形式で、中にはギタリストも混じっていた（前述の窪田晴男）が、「文句を言える訳がない」とコメントしている。番組最後に出演したバンドの今後の日程が表示されたが、彼の番にはギター教室の講師と書かれていた。文化放送の「パープルエクスプレス」というギター講座番組では“ドクター・シーゲル”として出演し、このとき実際に成毛が弾いているエレクトリック・ギターの教則ビデオも発売された。
晩年の成毛は、フィンガーズ時代のドラムス朝吹誠、ゴールデン・カップスのマモル・マヌーなどと赤坂にあるエルカミーノというライブハウスでベンチャーズやシャドウズのナンバーを演奏し、時々来店していたノーキー・エドワーズが飛び入りで共演した。TICの名付け親であるフィンガーズ時代のベース斎藤茂一も呼んで自らが事務局役を担い、TICの同窓会兼演奏会を最期まで毎年主催した。
2007年3月29日、大腸癌のため死去。享年60歳。

## 使用機材

### 国産の安価なギターへのこだわり
最初に手にしたエレキギターはグヤトーンのモデルであった。彼は手が小さかったため、ネックを削って薄くしさらに、当時高価なモデルであったフェンダー・ストラトキャスターに似せて塗装を施した。このギターは本人の命名によって「ウソラトキャスター」と呼ばれた。成毛はそのギターで数々のコンテストで優勝をさらい、さらに、本物のストラトを持っていたバンドにも勝ってしまった。この時彼は「12,500円で17万円に勝ったぞ !」と快哉をあげたと言う。その後も「イッケンバッカー（一見するとリッケンバッカーのモデルに見えるから）」や「ニテレキャスター（これも一見フェンダー社テレキャスターに見えるから。「ゴマキャス（「ごまかす」から）」の別名も）」と言った改造モデル、あるいは国内の無名モデルを使い続けた。
数少ない例外としてフェンダー社の「ジャガー」（価格：24万円）、ギブソン社の「SGスペシャル」（価格：16万円）などがある。

### 富士弦楽器とのかかわり
1970年に、知人の薦めで富士弦楽器（現在のフジゲン、当時グレコのギターを製造していた工場）に手の小さい自身のこだわりでもあった「ナローネック、スリムネック、ミディアムスケール」を採用したレスポールタイプを注文。納品されたギターの出来映えに喜んだ成毛は、これらのモデルをステージやレコーディングにも使用するようになった。その後グレコからは「成毛滋モデル」も発売されている。
グレコは当時、自社製エレキギターを購入した人に対してチューニングや演奏の初歩などを成毛のアナウンスと模範演奏で解説した「成毛滋のロックギター・メソッド」と題するカセットテープをプレゼントしていた。

## 出演番組
- パープルエクスプレス（文化放送）[1]